# Stor-Myckelsjön
Stor-Myckelsjön är en sjö i Sundsvalls kommun i Medelpad som ingår i Indalsälvens huvudavrinningsområde. Sjön är 25,2 meter djup, har en yta på 0,992 kvadratkilometer och befinner sig 177,1 meter över havet. Vid provfiske har bland annat abborre, gärs, gädda och mört fångats i sjön.
Stora Myckelsjön är omgiven av jordbruksmark på sin norra sida och skogsmark på de övriga. Sjön avvattnar omgivande terräng och utgör källflöde för Aspån. Den har ett mindre tillflöde från Sörvikstjärnen som ligger blott på cirka 500 m avstånd syd om, och på samma höjd över havet som denna, via ett myrområde.
Efter sitt utflöde, via en modifierad damm avsedd att ge sjön ett så jämnt vattenstånd som möjligt rinner den in i Lill-Myckelsjön efter cirka 1 km. Denna har en liknande vattenståndsreglerande dammkonstruktion och bäcken rinner sedan vidare cirka 1 km in i sjön Aspen, även denna med samma dammkonstruktion. Tidigare (från 1700-talet och in på 1900-talet) var uppräknade sjöar försedda med dammar som kunde spara vatten genom att höja vattennivån, och reglerades av  Lögdö järnbruk, numera nedlagt. [källa behövs]
Efter passage av Aspen kallas bäcken för Aspån (eller Riibobäcken) och rinner genom den lilla sjön Sälgen samt förenar sig med ett otal små tillflöden varav den vattenrikaste är Stenbitsbäcken som rinner in i höjd med den gamla jordbruksbyn Riibodarna. Rinner slutligen ut i Ljustorpsån som är Indalsälvens sista större tillflöde.

## Delavrinningsområde
Stor-Myckelsjön ingår i delavrinningsområde (694248-157378) som SMHI kallar för Ovan Stenbitbäcken. Medelhöjden är 212 meter över havet och ytan är 13,89 kvadratkilometer. Det finns inga avrinningsområden uppströms utan avrinningsområdet är högsta punkten. Aspån som avvattnar avrinningsområdet har biflödesordning 3, vilket innebär att vattnet flödar genom totalt 3 vattendrag innan det når havet efter 15 kilometer. Avrinningsområdet består mestadels av skog (78 procent). Avrinningsområdet har 1,26 kvadratkilometer vattenytor vilket ger det en sjöprocent på 9,1 procent.

## Fisk
Vid provfiske har följande fisk fångats i sjön:
- Abborre
- Gärs
- Gädda
- Mört
- Nors